# Disney Channel Holiday
Disney Channel Holiday é um álbum que contém músicas natalinas, regravadas pos diversos artistas do Disney Channel. No Canadá, o disco foi chamado de Family Channel Holiday, pois lá o Disney Channel é chamado Family Channel.

## Faixas
1. "Rockin' Around the Christmas Tree" - Miley Cyrus e Hannah Montana – 2:22
2. "Girl Of My Dreams" - Jonas Brothers – 3:12
3. "Have Yourself a Merry Little Christmas" - The Cheetah Girls – 2:34
4. "Last Christmas" - Ashley Tisdale – 3:39
5. "This Christmastime" - Corbin Bleu – 3:28
6. "Home for the Holidays" - Keke Palmer – 2:31
7. "Best Time Of The Year" - Christy Carlson Romano – 2:43
8. "Run Rudolph Run" - Billy Ray Cyrus – 3:09
9. "Celebrate Love" - Jordan Pruitt – 4:03
10. "Let It Snow" - Lucas Grabeel – 3:11
11. "Jingle Bells (A Hip Hop Carol)" - Kyle Massey – 2:56
12. "Greatest Time of Year" - Aly & AJ – 3:38
13. "Christmas Vacation" - Monique Coleman – 3:27
14. "I'll Be Home for Christmas" - Drew Seeley – 3:35